# Brutus Township (Michigan)
Pour les articles homonymes, voir Brutus.
 (janvier 2020).
Le canton de Brutus au Michigan a été un township du Comté d'Ingham de 1839 à 1841. La dernière année, il a été divisé en township de Leroy (en) et en township de Wheatfield (en).

## Sources
- Walter Romig, Michigan Place Names, Détroit, Wayne State University Press, 1986, 673 p. (ISBN 978-0-8143-1838-6, lire en ligne), p. 84